# Antecrurisa
Antecrurisa is een kevergeslacht uit de familie van de boktorren (Cerambycidae). De wetenschappelijke naam van het geslacht werd voor het eerst geldig gepubliceerd in 1960 door Gilmour.

## Soorten
Antecrurisa is monotypisch en omvat slechts de volgende soort:
- Antecrurisa apicalis (Bates, 1864)